# Puerto Seguro

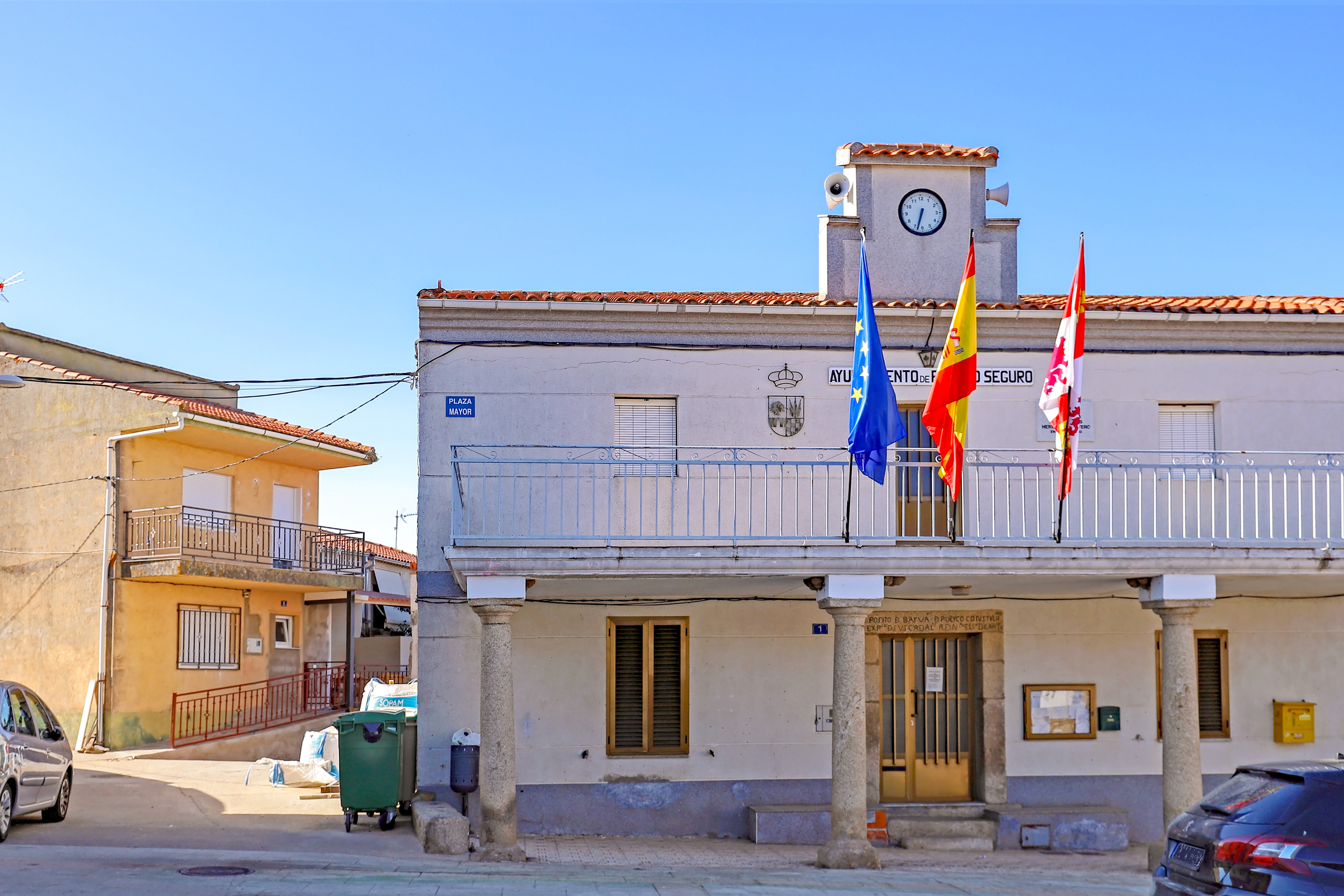
Casa consistorial

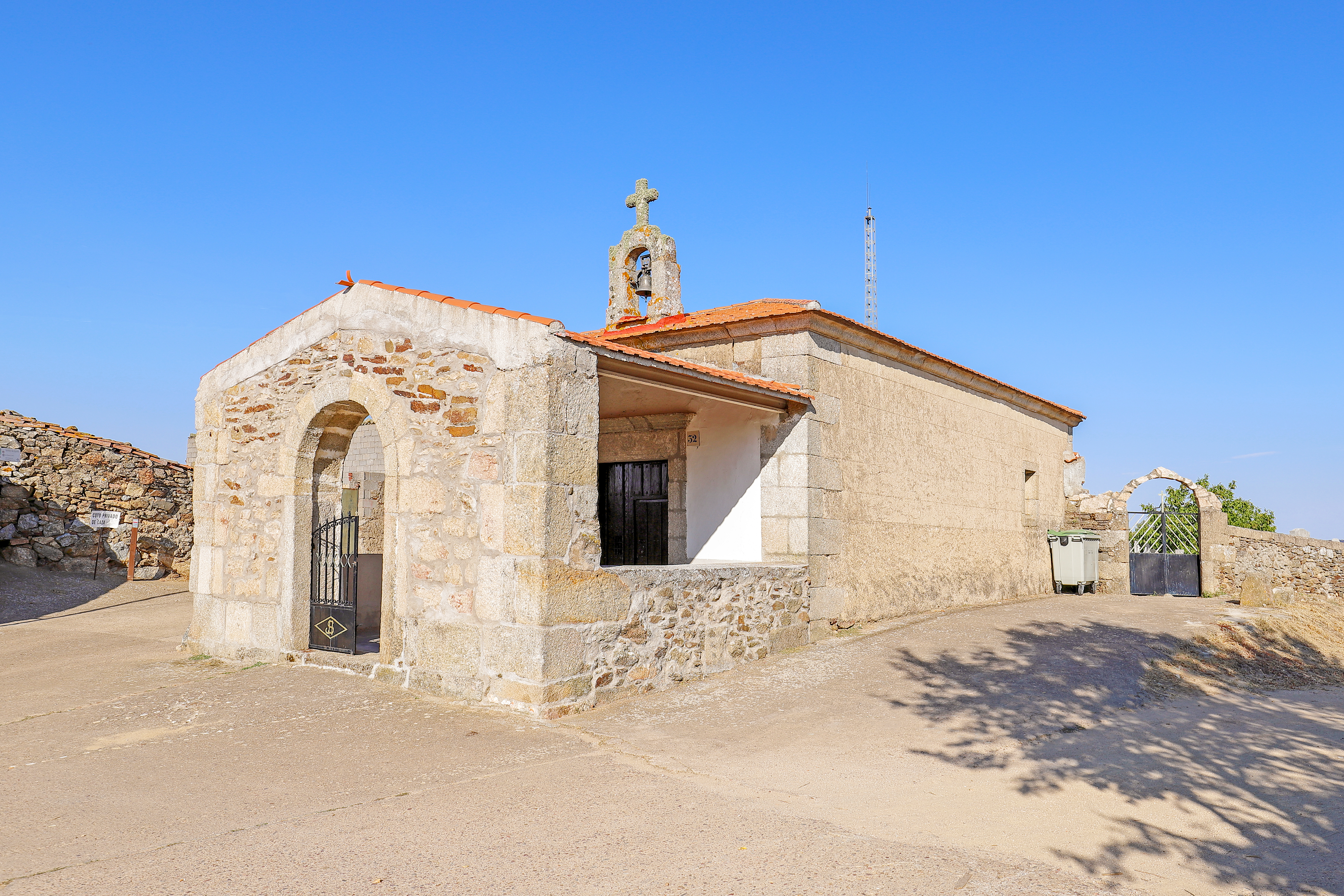
Ermita del humilladero

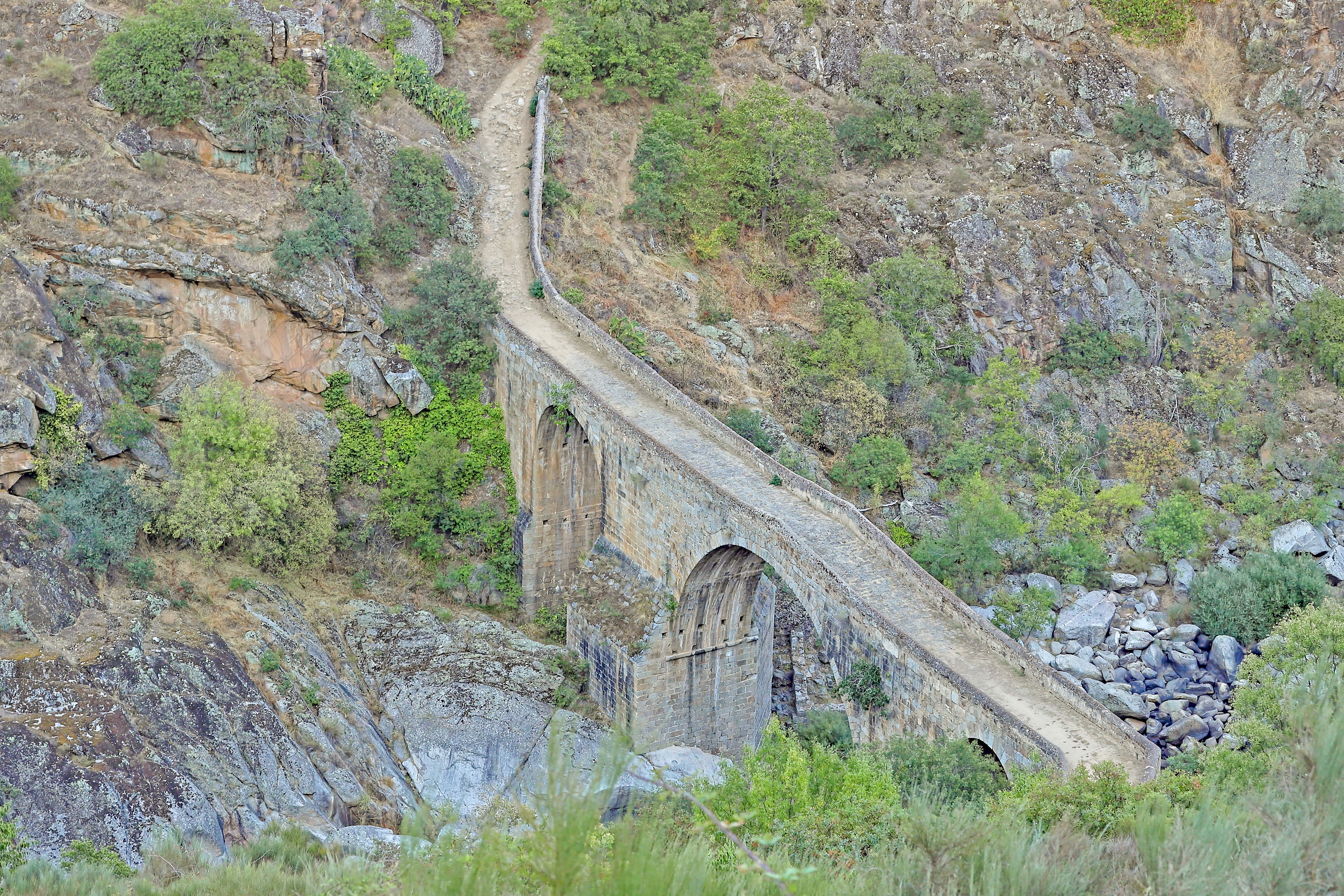
Puente de los Franceses

Puerto Seguro es un municipio y localidad española de la provincia de Salamanca, en la comunidad autónoma de Castilla y León. Se integra dentro de la comarca de Ciudad Rodrigo y la subcomarca del Campo de Argañán. Pertenece al partido judicial de Ciudad Rodrigo.
Su término municipal está formado por un solo núcleo de población, ocupa una superficie total de 29,38 km² y según los datos demográficos recogidos en el padrón municipal elaborado por el INE en el año 2017, cuenta con una población de 62 habitantes. Todo su territorio se sitúa dentro del parque natural de Arribes del Duero, un espacio natural protegido de gran valor ambiental y turístico.

## Símbolos

### Escudo
El escudo heráldico que representa al municipio fue aprobado el 26 de abril de 2002 con el siguiente blasón:

«En el cuartel derecho: De plata, puente surmontado por un olivo. En el cuartel izquierdo superior: De oro, tres banderas de gules izadas. En el cuartel izquierdo inferior: Jaqueado de ocho puntos de plata y siete de azur»
Boletín Oficial de Castilla y León nº 88 de 10 de mayo 2002

### Bandera
La bandera municipal fue aprobada el 28 de julio de 2005 con la siguiente descripción textual:

«Cuadrada y tajado de oro y gules cargada del escudo municipal»
Boletín Oficial del Estado nº 157 de 16 de agosto 2005

## Geografía
Puerto Seguro se encuentra situado en el noroeste salmantino. Hace frontera con Portugal. Dista 126 km de Salamanca capital. 
Se integra dentro de la comarca del Campo de Argañán. Pertenece a la Mancomunidad Puente La Unión y al partido judicial de Ciudad Rodrigo.
Su término municipal se encuentra dentro del parque natural de Arribes del Duero, un espacio natural protegido de gran atractivo turístico.
| Noroeste: La Bouza         | Norte: Ahigal de los Aceiteros | Nordeste: San Felices de los Gallegos |
| Oeste: La Bouza            |                                | Este: San Felices de los Gallegos     |
| Suroeste: Aldea del Obispo | Sur: Villar de Ciervo          | Sureste: Villar de Ciervo             |

## Historia
En la Edad Media se llamaba Barvadepuerco, denominación que conservó hasta 1916 con la grafía Barba del Puerco o de Puerco (3/06/1916). Sus orígenes se remontan a la repoblación efectuada por los monarcas del Reino de León la Edad Media. Fue el escenario de algunas batallas de la Guerra de la Independencia entre ingleses y franceses en 1810.
Son inciertos los orígenes de Puerto Seguro. Es posible que los primeros habitantes fueran los vetones, pueblo prerromano de la antigua Lusitania que habitó, entre otras, en la provincia de Salamanca. 
Romanos, visigodos, árabes,... pasaron por aquí. De los romanos queda únicamente la calzada de El Abadengo que une Puerto Seguro con San Felices. Sobre el Águeda existió un puente romano que desapareció, construyéndose posteriormente en los siglos XII-XIII otro románico del que queda en la actualidad el ojo de la parte de San Felices y los pilares. Los arcos de los otros dos ojos fueron destruidos en distintas guerras, siendo reconstruidos con posterioridad. Este puente fue de vital importancia estratégica por ser el único paso entre la desembocadura del Águeda en el Duero y Ciudad Rodrigo. Por él pasaban caminos o calzadas romanas en dirección este-oeste de las que aún quedan restos. 
Como huellas visigóticas son posibles unos enterramientos excavados en rocas que se pueden encontrar en la dehesa y en algún lugar del centro del pueblo. 
En el siglo XII, en tiempos de la Reconquista, se produce una repoblación de la zona por parte del rey cristiano Fernando II de León con gentes del norte de la península, principalmente gallegos. 

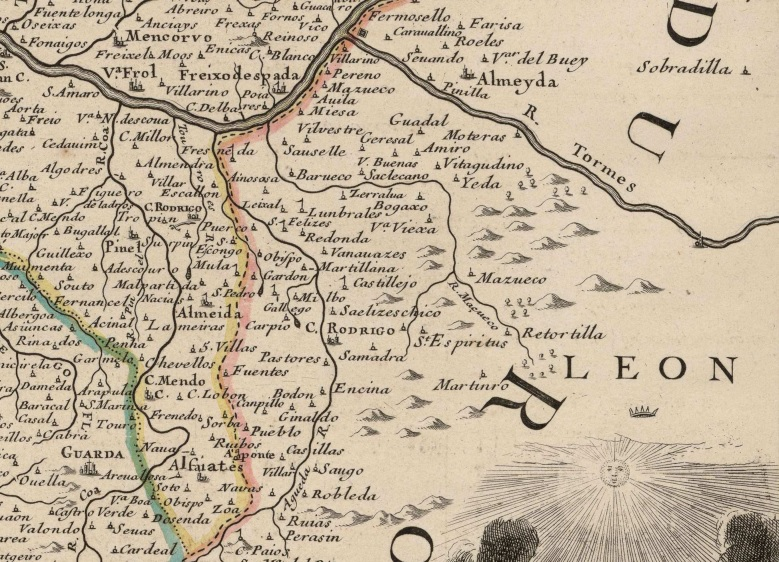
Detalle del oeste salmantino en un mapa del, en el que se puede observar Puerto Seguro (escrito como Puerco).

La historia de Puerto Seguro ha estado siempre vinculada a la de San Felices de los Gallegos y de Ahigal de los Aceiteros. En el siglo XV estos tres pueblos pasan a formar parte de la casa de Alba. En 1488 se les impone a los tres el pago del Noveno (de cada nueve partes producidas, una había de entregarse al señor feudal). Muchos años dura esta situación. En 1563 los tres pueblos unidos presentan un pleito contra la casa de Alba pidiendo la supresión del Noveno. Un nuevo pleito se presenta en el juzgado de Primera Instancia de Vitigudino el 15 de marzo de 1845 y es ganado, pero la casa de Alba presenta recurso. No es hasta el 11 de mayo de 1852 cuando de forma definitiva se concede a los tres pueblos la exención del pago del Noveno. Desde entonces esa fecha del 11 de mayo es considerada como la fiesta del día del Noveno. En un principio los alcaldes de los tres pueblos se reunían para celebrar dicha fiesta a la que asistían las gentes de los pueblos. Esta tradición se ha mantenido hasta ahora, y queda el recuerdo de las gentes de Puerto Seguro con sus burros y albardas engalanadas atravesando el puente del Águeda, arribes abajo y arriba, para ir y venir del Noveno. 

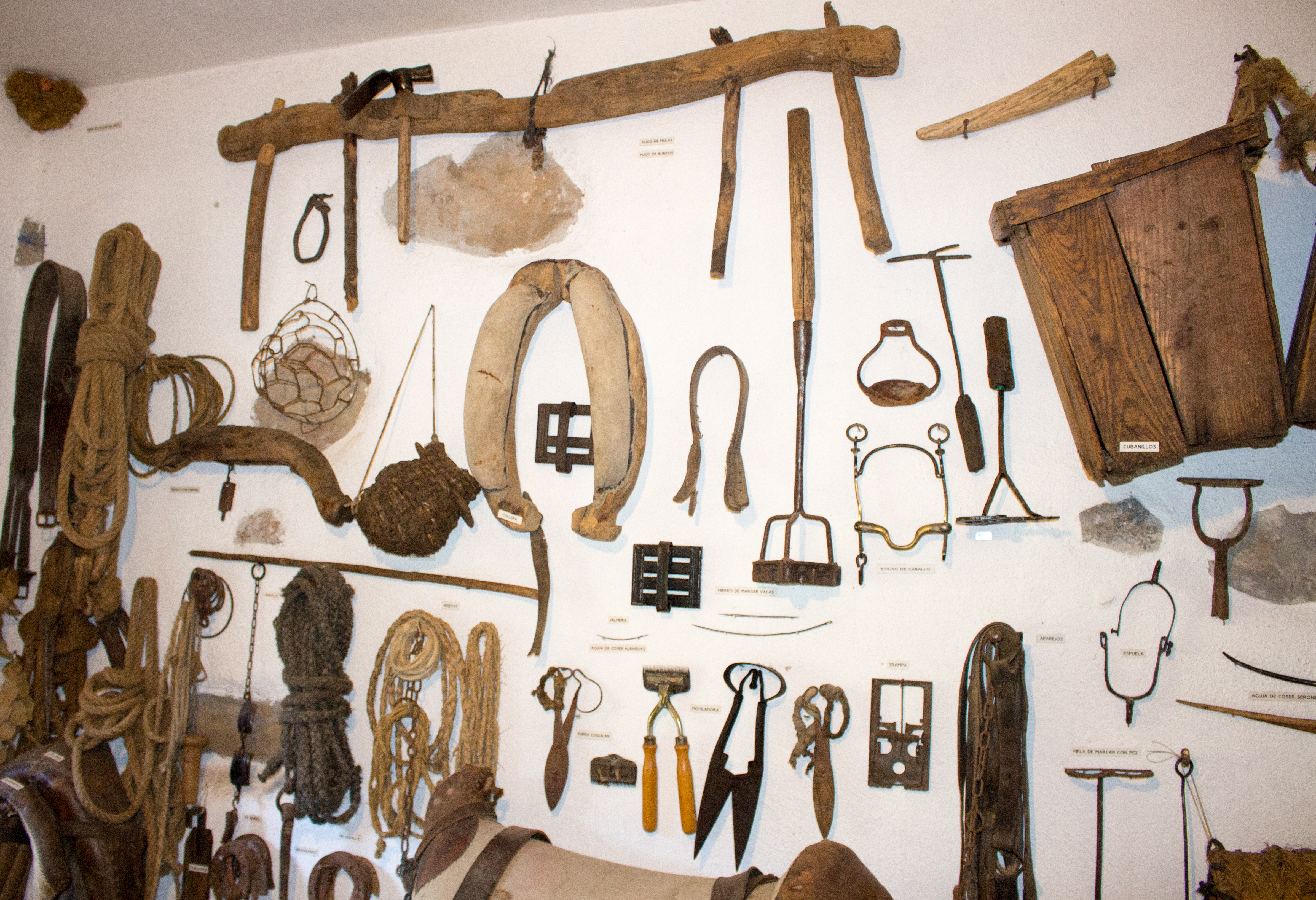
Museo etnológico de Puerto Seguro

Por su proximidad con Portugal, Puerto Seguro también ha sufrido los avatares de las contiendas hispano-lusas, llegando a pertenecer en algún momento histórico al reino de Portugal. Es el 29 de septiembre de 1864 cuando las monarquías española y portuguesa establecen la delimitación fronteriza actual quedando Puerto Seguro en zona española. Se establece en el pueblo una aduana de primer orden para el control de personas, animales y mercancías 
Sobre la procedencia del antiguo nombre hay varias especulaciones: una de ellas es que el propio término municipal tenga precisamente esa forma de barba de cerdo También en un libro sobre los berracos vetones se indica que en la zona de la Mazaroca, allí donde la ribera y el río Águeda se juntan, hay una peña con forma de barba de puerco.
El origen del nombre actual sí que está constatado. Es en 1916 cuando los hermanos García Hernández con la colaboración del diputado en Cortes por Vitigudino, el Marqués de Puerto Seguro, Luis Carvajal y Melgarejo (1871-1937) realizan las gestiones oportunas para que el pueblo cambie de nombre, tomando el del título nobiliario de aquel que lo posibilitó. 
Tras la creación de las actuales provincias en 1833 quedó encuadrado en la de Salamanca, dentro de la Región Leonesa.
La situación actual es la de todos los pueblos de la zona y de la provincia en general. Las condiciones económicas y la orografía del terreno han influido en gran manera para que la emigración haya asolado el pueblo. Son unos 100 los habitantes actuales, con una media de edad que supera los 60 años. Durante los años 90 se ha realizado la concentración parcelaria así como la acometida de agua en las casas y el asfaltado de calles. En el año 2000 se construye un nuevo puente sobre la ribera y se asfalta una carretera para comunicar nuevamente a los pueblos de Puerto Seguro y Bouza y luego se incluye el municipio en la creación del parque natural de Arribes del Duero.

## Demografía
Puerto Seguro cuenta con una población de 55 habitantes (INE 2024).
| Gráfica de evolución demográfica de Puerto Seguro entre 1842 y 2021 |
| |
| Población de derecho según los censos de población del INE Población de hecho según los censos de población del INEEn estos censos se denominaba Barba de Puerco: 1842, 1857, 1860, 1877, 1887, 1897, 1900 y 1910 |

Según el Instituto Nacional de Estadística, Puerto Seguro tenía, a 31 de diciembre de 2018, una población total de 59 habitantes, de los cuales 29 eran hombres y 30 mujeres. Respecto al año 2000, el censo refleja 107 habitantes, de los cuales 55 eran hombres y 52 mujeres. Por lo tanto, la pérdida de población en el municipio para el periodo 2000-2018 ha sido de 48 habitantes, un 45 % de descenso.

## Administración y política
| Partido político                         | 2019  | 2019  | 2019       | 2015  | 2015  | 2015       | 2011  | 2011  | 2011       | 2007  | 2007  | 2007       | 2003  | 2003  | 2003       |
| Partido político                         | %     | Votos | Concejales | %     | Votos | Concejales | %     | Votos | Concejales | %     | Votos | Concejales | %     | Votos | Concejales |
| Partido Popular (PP)                     | 60,00 | 30    | 2          | 63,16 | 36    | 2          | 51,85 | 28    | 2          | 19,12 | 13    | 0          | 27,14 | 19    | 0          |
| Partido Socialista Obrero Español (PSOE) | 40,00 | 20    | 1          | 35,09 | 20    | 1          | 37,04 | 20    | 1          | 72,06 | 49    | 5          | 61,43 | 43    | 4          |
| Unión del Pueblo Salmantino (UPSa)       | —     | —     | —          | —     | —     | —          | —     | —     | —          | 5,88  | 4     | 0          | —     | —     | —          |

El alcalde de Puerto Seguro no recibe ningún tipo de prestación económica por su trabajo al frente del Ayuntamiento (2017).

## Monumentos y lugares de interés
- Iglesia parroquial de San Sebastián.

- Ermita de El Humilladero.

- Puente de Barba del Puerco o de los Franceses (tras las guerras napoleónicas), de origen romano y reconstruido tras la guerra con Portugal en 1646, en 1808 por tropas portuguesas al mando del duque de Wellington y en 1906 tras una grave crecida del río Águeda.

### Localidades cercanas
| - La Bouza - San Felices de los Gallegos | - Villar de Ciervo |